# Clostera alticaudagrisea
Clostera alticaudagrisea är en fjärilsart som beskrevs av Anders Jahan Retzius 1783. Clostera alticaudagrisea ingår i släktet Clostera och familjen tandspinnare. Inga underarter finns listade i Catalogue of Life.